# Đền Đông Hội
Đền Đông Hội là đền thờ cổ nằm ở thôn Đông Hội, xã Ninh An, thành phố Hoa Lư, tỉnh Ninh Bình. Đền được công nhận là di tích lịch sử, văn hóa cấp quốc gia Việt Nam vào ngày 18 tháng 1 năm 1993.

## Lịch sử
Đền Đông Hội là một trong các loại đền có sớm nhất Ninh Bình, có từ thời Hai Bà Trưng.. Trước đây, đền được gọi là Chùa Thanh Xuân.
Đền thờ ba anh em, là Đống Bụt, Diệu Vũ và Ngọc nữ Trần Hoa.
Vào khoảng cuối năm 20, ở Tổng Cẩm Bối (Thanh Liêm, Hà Nam) có gia đình ông Trần Hãn, vợ là Vũ Thị Ba làm nghề bốc thuốc chữa bệnh cứu người. Ông Trần Hãn còn là người giỏi thơ văn và võ nghệ. Ông bà Trần Hãn sinh được ba người con: con đầu là Đống Bụt, con thứ là Diệu Vũ con gái út là Ngọc Nữ Trần Hoa. Hai người con trai lớn lên lại giỏi võ nghệ. Còn cô con gái út lại có sắc đẹp nghiêng nước nghiêng thành.
Đến năm 34 Tô Định được nhà Đông Hán (Trung Quốc) sai sang làm Thái thú ở Giao Chỉ (nước Việt Nam thời bấy giờ). Nghe đồn Ngọc Nữ Trần Hoa tài sắc vẹn toàn, Tô Định muốn lấy nàng làm tỳ thiếp nhưng không được, bèn giết ông Trần Hãn. Ba người con của ông phải chạy vào vùng đất Hoàng Sơn Hạ Khu (nay là thôn Đông Hội, Ninh An, Hoa Lư, Ninh Bình) để lánh nạn trong một ngôi chùa ngày đó có tên là chùa Thanh Xuân rồi luyện tập võ nghệ, tập hợp binh sĩ nuôi chí báo thù.
Khi Hai Bà Trưng phất cờ khởi nghĩa từ đầu năm 40 để trả thù nhà, đền nợ nước ba anh em họ Trần triêu mộ được 500 quân sĩ từ Hoàng Sơn Hạ Khu kéo về Hát Giang theo Hai Bà Trưng (trong đó có 50 quân lính là con của làng), đánh đuổi Tô Định. Hai Bà Trưng phong cho Đống Bụt làm Đô Đốc Đại tướng quân, Diệu Vũ Làm Dương Uy Đại tướng quân. Ngọc Nữ Trần Hoa làm Tham Tán mưu sư, cùng Hai Bà Trưng đánh giặc. Tô Định phải hốt hoảng bỏ chạy về nước.
Sau khi đánh bại quân Tô Định thu lại 65 thành trì ở Lĩnh Nam, Trưng Trắc lên ngôi lấy tên là Trưng Nữ Vương, đóng đô ở thành Phong Châu. Việc lớn hoàn thành, ba anh em xin Trưng Nữ Vương được về quê bái yết Tổ Đường đồng thời trở lại khu Hoàng Sơn Hạ Trang, Dương Vũ, Tống Sơn Vũ sửa sang lại ngôi chùa, nơi triêu binh và cư trú trước kia của ba vị và đa tạ nhân dân 15 nén vàng để làm công đức cho chùa, bái yết tổ đường song xuôi ba anh em trở về kinh Đô tiếp tục phục vụ Trưng Nữ Vương. Vì sự nghiệp lớn chống giặc ngoại xâm, cả ba anh em họ Trần đều đã hi sinh. Trưng Vương truyền lệnh làm lễ an táng ba vị ở phía trái thành Phong Châu và sắc phong là Thượng Đẳng Phúc Thần: anh cả là Đống Ấm Đống Bụt Đại Vương anh thứ là Diệu Vũ Dương Uy Đại Vương, cô em út là: Ngọc Nữ Trần Hoa Công Chúa. Sau khi ba vị về trời, tưởng nhớ công ơn của ba vị, người dân Dương Vũ đã sửa ngôi chùa Thanh Xuân, nơi ba vị đã từng cư trú để cầu Quốc Thái dân an thành ngôi đền thờ tự chính ba anh em.
Năm 1993, đền được Bộ văn hóa thông tin công nhận là Di tích Lịch sử - Văn hóa cấp quốc gia.

## Kiến trúc
Đền được xây theo kiểu chữ Đinh (丁) gồm Tiền đường 5 gian, "chuôi vó" 4 gian, xung quanh xây tường, phía trước có hai cột Đồng trụ cao và đắc môn. Vào trong sân đền, bên tay phải du khách là nhà bia, đặt ba bia đá, có một tấm hình vuông, bia cao nhất là 2m, các mặt đều chạm khắc chữ Hán.
Tiền đường của đền cao, rộng với 6 hàng cột đá được chạm khắc bằng chữ Hán. Gian giữa của đền có cửa vòng, xà nách và văn bưng. Gian chính cung của đền đặt bệ thờ ba long ngai sơn son thếp vàng không ngang nhau mà theo hình tam giác. Long ngai giữa thờ Đống Bụt, long ngai bên phải thờ Diệu Vũ, long ngai bên trái thờ Ngọc nữ Trần Hoa.
Điều độc đáo ở hậu cung là tất cả các cột đều bằng đá vuông và tròn, những cột cái tròn cao đều 4,5m nguyên khối không hề chắp nối, đường kính gần 0,4m mặt ti
|  |  |  |  |
|  |  |  |  |
|  |  |  |  |

ền chạm khắc nổi, thông phong các họa tiết như: Vân long cuốn thủy có cá vượt lên, long giáng, long thăng. Thụ của các cột đá cũng bằng đá chạm nổi sen hóa rùa, tứ linh (long, ly, quy, phượng). Những con rồng đá uốn lượn trong mây trời, uyển chuyển, sinh động, đầu nhô ra khỏi thân cột đá có chỗ đến 15 cm, râu nhỏ mọc tua tủa dài ra từ đá mềm mại như tơ.Rất hiếm các ngôi đền có được những cột đá như ở đây.
Ngoài ra, trụ, đấu, bẩy, xà ngang, xà nách, khuông, bao ngưỡng cửa, hương án cũng đều làm bằng đá.
Đền Đông Hội là ngôi đền đá khẳng định tài hoa của các thợ đá Hoa Lư. Tác giả Nguyễn Minh Anh lớp 6c

## Lễ hội
Theo Thánh phả để lại vào những năm tý, ngọ, mão, dậu, nhân dân trong xã long trọng tổ chức lễ hội chính khóa để tưởng nhớ công đức của ba vị tướng trên đã có công hộ quốc an dân.